# Roberta Bondarová
Roberta Lynn Bondarová (nepřechýleně Bondar; * 4. prosince 1945 Sault Ste. Marie, Ontario, Kanada) je lékařka, první astronautka z Kanady a fotografka.

## Životní dráha
Po střední škole nastoupila na University of Guelph v Kanadě, obor zoologie a zemědělství. Skončila ji s úspěchem roku 1968. Poté pokračovala ve tříletém postgraduálním studiu na University of Western Ontario v oboru experimentální patologie a neurologie. Pak následovala další vysoká škola University of Toronto. Tu zakončila získáním titulu PhD. v roce 1974 a ve studiu pokračovala na McMaster University v Kanadě. Tady ukončila vzdělávání jako všestranná lékařka v roce 1977. Na poslední jmenované škole pracovala v letech 1982-1983 jako asistující profesorka pro obor neurologie.
V roce 1983 se zapojila na devět let do NRCC/Kanada a od roku 1989 do výcvikového střediska astronautů NASA. V roce 1992 letěla do vesmíru jako 18. žena a 264. člověk z naší planety. Strávila tam osm dní.
Po absolvování letu z NASA v roce 1992 odešla.

### Let raketoplánem
V lednu 1992 odstartoval z Floridy raketoplán Discovery ke svému 14. letu. Na jeho palubě bylo sedm astronautů: Ronald Grabe, Stephen Oswald, Norman Thagard, David Hilmers, William Readdy, Ulf Merbold a Roberta Bondarová. Tato sestava vědců na oběžné dráze oživila laboratoře Spacelab a Biorack a věnovala se plně různým pokusům. Bondarová (z modrého týmu) mj. ve skleníku zkoumala semenáčky ovsa. Přistáli na základně Edwards v Kalifornii po osmi dnech letu.
- STS-42 Discovery start 22. ledna 1992, přistání 30. ledna 1992.